# クラス・インゲソン
クラス・インゲソン（Klass Ingesson, 1968年8月20日 - 2014年10月29日）は、スウェーデン出身の元同国代表のサッカー選手。ポジションはMF。スウェーデンの1990年代前半の躍進を支えた選手の一人。

## 経歴

### クラブ
同国の強豪クラブであるIFKヨーテボリにてキャリアをスタート。ワールドカップ・イタリア大会終了後の1990年より3シーズン、ジュピラーリーグのKVメヘレンで不動のレギュラーとして同胞のケネット・アンデションと共に活躍。その後、エールディヴィジのPSVアイントホーフェン、プレミアリーグのシェフィールド・ウェンズデイを経てセリエAのASバーリに移籍。ASバーリでは、レギュラーとして活躍するも、セリエB降格を経験。1998-1999よりボローニャへの移籍を果たし、ここでも豊富な運動量を武器に守備的なMFとして活躍。その後、リーグ・アンのオリンピック・マルセイユを経てUSレッチェにて現役を退いた。

### 代表
スウェーデン代表としては、1989年に代表入り。翌年のFIFAワールドカップ・イタリア大会には21歳にして背番号10をつけて出場。
地元開催となった1992年のUEFA EURO '92では、右サイドハーフのチャンスメーカーとしてプレー。ヨナス・テルン、トマス・ブロリン、マルティン・ダーリンらと共に3位入賞に貢献。インゲソンの高さとスピードを活かし、積極果敢に攻め上がるプレーは相手に脅威を与え、高い評価を得た。
1994年のFIFAワールドカップ・アメリカ大会でも、大方の予想を裏切り、大躍進。準決勝でブラジルに惜敗するも、3位決定戦においてブルガリアを破り、3位入賞を果たした。

### 引退後
2009年に多発性骨髄腫を発症、その後は治療を続けながらIFエルフスボリの監督を務めたりしたが、2014年10月29日に46歳で死去した。